# Rena Tangens

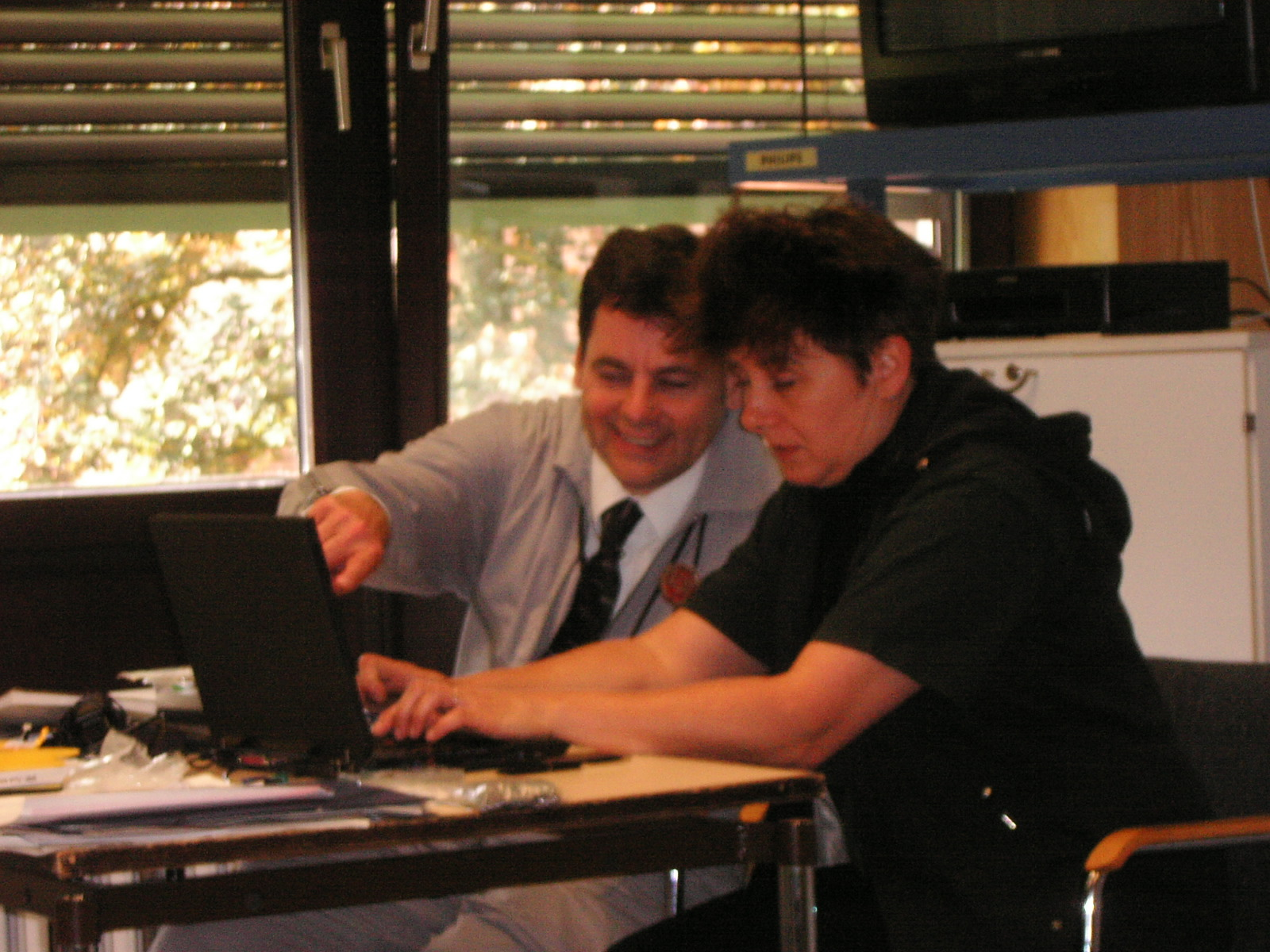
Rena Tangens avec l'artiste allemand padeluun, en 2007

Rena Tangens est une artiste allemande née à Bielefeld, militante et pionnière de l'Internet.

## Biographie
En 1984, elle crée avec l’artiste allemand surnommé padeluun la galerie Art d'Ameublement inspiré d'Erik Satie. En 1988, elle fonde avec Barbara Thoens le Haecksen, une association de femmes membres du Chaos Computer Club.
À partir de 1989, elle travaille au programme de messagerie sécurisée Zerberus. Elle est cofondatrice et présidente de l'Association Digitalcourage (anciennement FoeBuD)  et coorganisatrice des Big Brother Awards en Allemagne.
En juin 2015, Rena Tangens reçoit à Berlin le Prix fédéral de la Fondation allemande de protection des consommateurs. En 2016, elle participe à l’adoption par le grand public du  PEP - Pretty Easy Privacy » (« la vie privée plutôt facile ») un logiciel open source qui protège le secret des correspondances.
Rena Tangens vit et travaille à Bielefeld, elle est membre honoraire du Chaos Computer Club. Elle soutient la protection des données et critique la surveillance généralisée d’internet, elle milite activement avec le mouvement Freiheit statt Angst (Freedom not Fear, ou La liberté, pas la peur) et souligne les effets potentiellement négatif des big datas.